# Trametes menziesii
Trametes menziesii är en svampart som först beskrevs av Miles Joseph Berkeley, och fick sitt nu gällande namn av Leif Ryvarden 1972. Trametes menziesii ingår i släktet Trametes och familjen Polyporaceae.   Inga underarter finns listade i Catalogue of Life.